# Wybrzeże Bowmana

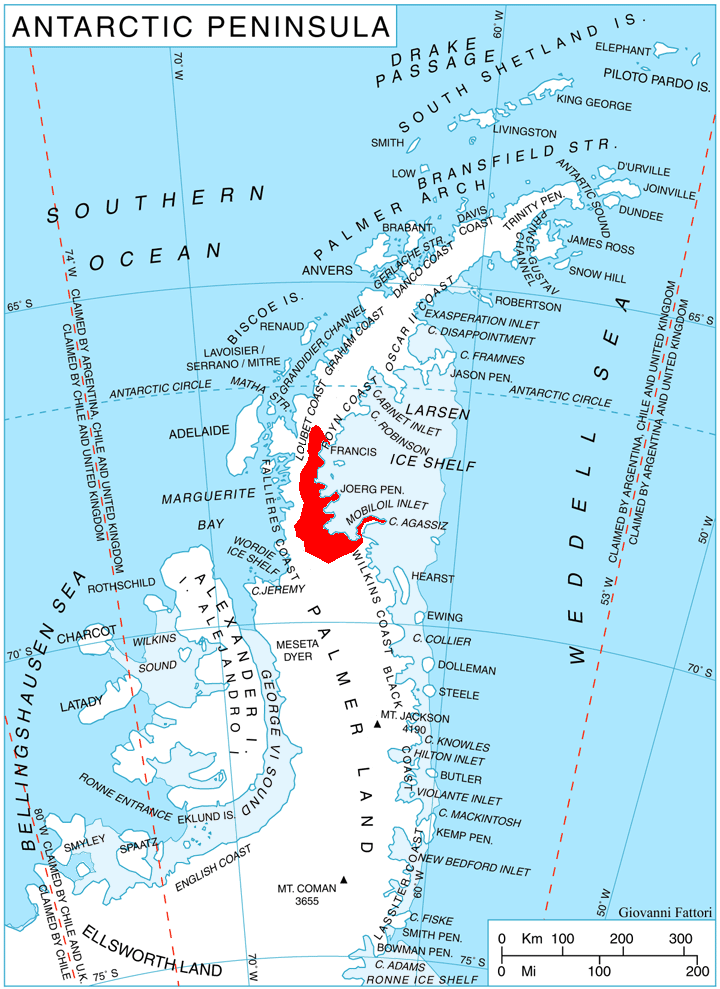
Wybrzeże na mapie Półwyspu Antarktycznego

Wybrzeże Bowmana (ang. Bowman Coast, hiszp. Costa Bowman) – część wschodniego wybrzeża Ziemi Grahama na Półwyspie Antarktycznym, pomiędzy Wybrzeżem Foyna a Wybrzeżem Wilkinsa (Ziemia Palmera).
Granice tego wybrzeża wyznaczają przylądek Northropa i przylądek Agassiz. Wybrzeże odkrył George Hubert Wilkins podczas lotu rozpoznawczego na Antarktydzie, 20 grudnia 1928 roku. Wilkins nazwał je na cześć Isaiaha Bowmana, dyrektora Amerykańskiego Towarzystwa Geograficznego.